# العلاقات الغواتيمالية الناوروية
العلاقات الغواتيمالية الناوروية هي العلاقات الثنائية التي تجمع بين غواتيمالا وناورو.

## مقارنة بين البلدين
هذه مقارنة عامة ومرجعية للدولتين:
| وجه المقارنة                                              | غواتيمالا       | ناورو                          |
| --------------------------------------------------------- | --------------- | ------------------------------ |
| المساحة (كم2)                                             | 108.89 ألف      | 21                             |
| عدد السكان (نسمة)                                         | 17.26 مليون     | 10.08 ألف                      |
| الكثافة السكانية (ن./كم²)                                 | 158.51          | 48.00 ألف                      |
| العاصمة                                                   | غواتيمالا       | ضاحية يارين                    |
| اللغة الرسمية                                             | اللغة الإسبانية | اللغة الناورونية، لغة إنجليزية |
| العملة                                                    | كتزال غواتيمالي | دولار أسترالي                  |
| الناتج المحلي الإجمالي (بليون دولار)                      | 75.62 مليار     | 113.88 مليون                   |
| الناتج المحلي الإجمالي (تعادل القوة الشرائية) بليون دولار | 126.21 مليار    | 162.98 مليون                   |
| الناتج المحلي الإجمالي الاسمي للفرد دولار أمريكي          | 3.90 ألف        | 9.83 ألف                       |
| الناتج المحلي الإجمالي للفرد دولار أمريكي                 | 7.45 ألف        |                                |
| مؤشر التنمية البشرية                                      | 0.627           |                                |
| رمز المكالمات الدولي                                      | +502            | +674                           |
| رمز الإنترنت                                              | .gt             | .nr                            |
| المنطقة الزمنية                                           | 00              | ت ع م+12:00                    |

## منظمات دولية مشتركة
يشترك البلدان في عضوية مجموعة من المنظمات الدولية، منها:
| علم المنظمة | اسم المنظمة                   | تاريخ انضمام غواتيمالا | تاريخ انضمام ناورو |
| ----------- | ----------------------------- | ---------------------- | ------------------ |
|             | يونسكو                        | 2 يناير 1950           | 17 أكتوبر 1996     |
|             | الاتحاد البريدي العالمي       | ?                      | ?                  |
|             | منظمة الشرطة الجنائية الدولية | ?                      | ?                  |
|             | الأمم المتحدة                 | 21 نوفمبر 1945         | 14 سبتمبر 1999     |
|             | الاتحاد الدولي للاتصالات      | 10 يوليو 1914          | 10 يونيو 1969      |
|             | منظمة حظر الأسلحة الكيميائية  | ?                      | ?                  |

## وصلات خارجية
- موقع وزارة الخارجية الغواتيمالية